# Erica Campbell
Erica Campbell, geboren als Erica Rose Campbell (Deerfield (New Hampshire), 12 mei 1981) is een Amerikaans model.
In 2005 was Campbell model van het jaar voor Playboy Special Editions. Ook in 2006 verscheen ze nog tweemaal in Playboy. In april 2007 was ze Pet van de maand in het blad Penthouse.